# ウィレム・ファン・ニウラント2世
ウィレム・ファン・ニウラント2世（Willem van Nieulant II、名前は Guiliamとも、姓の綴りは Nieuwelandtとも、1584年 - 1635年）は、アントウェルペン生まれの画家である。詩人、劇作家としても知られている。同名の叔父の画家、ウィレム・ファン・ニウラント1世（Willem van Nieulant I: c.1560-1626）と区別するためにウィレム・ファン・ニウラント2世と呼ばれる。

## 略歴
アントウェルペンで、画家、アドリアン・ファン・ニウラント1世（1627年没）の息子に生まれた。弟に父親と同名の画家、アドリアン・ファン・ニウラント2世（1587-1658)とヤコブ・ファン・ニウラント（1593-1634）がいる。一家は1589年に 八十年戦争の影響を避けるためにアムステルダムに移った。
アムステルダムで風景画家のヤーコブ・サーフェリー（c.1565-1603）の弟子で、1601年にローマに修行に出て、叔父のウィレム・ファン・ニウラント1世と働き、1604年からパウル・ブリル（1553/1554-1626）の工房で働いた。 アムステルダムに戻り1606年に結婚した。同じ年にアントウェルペンに移り、アントウェルペンの聖ルカ組合に登録された。
詩人、劇作家としても活動し、1613年からアントウェルペンの文学者のグループで活動し、1624年にはファン・ニウラントの戯曲『Aegyptica』が上演された。 
1629年5月以降、アムステルダムで活動し、1635年にも『ネブカドネザルによるエルサレムの破壊 (Jerusalems Verwoestingh door Nabuchodonosor)』という戯曲を出版した。アムステルダムで亡くなった。
娘のコンスタンシアは詩人として有名になり、画家のアドリアーン・ファン・ユトレヒトと結婚した。

## 絵画作品

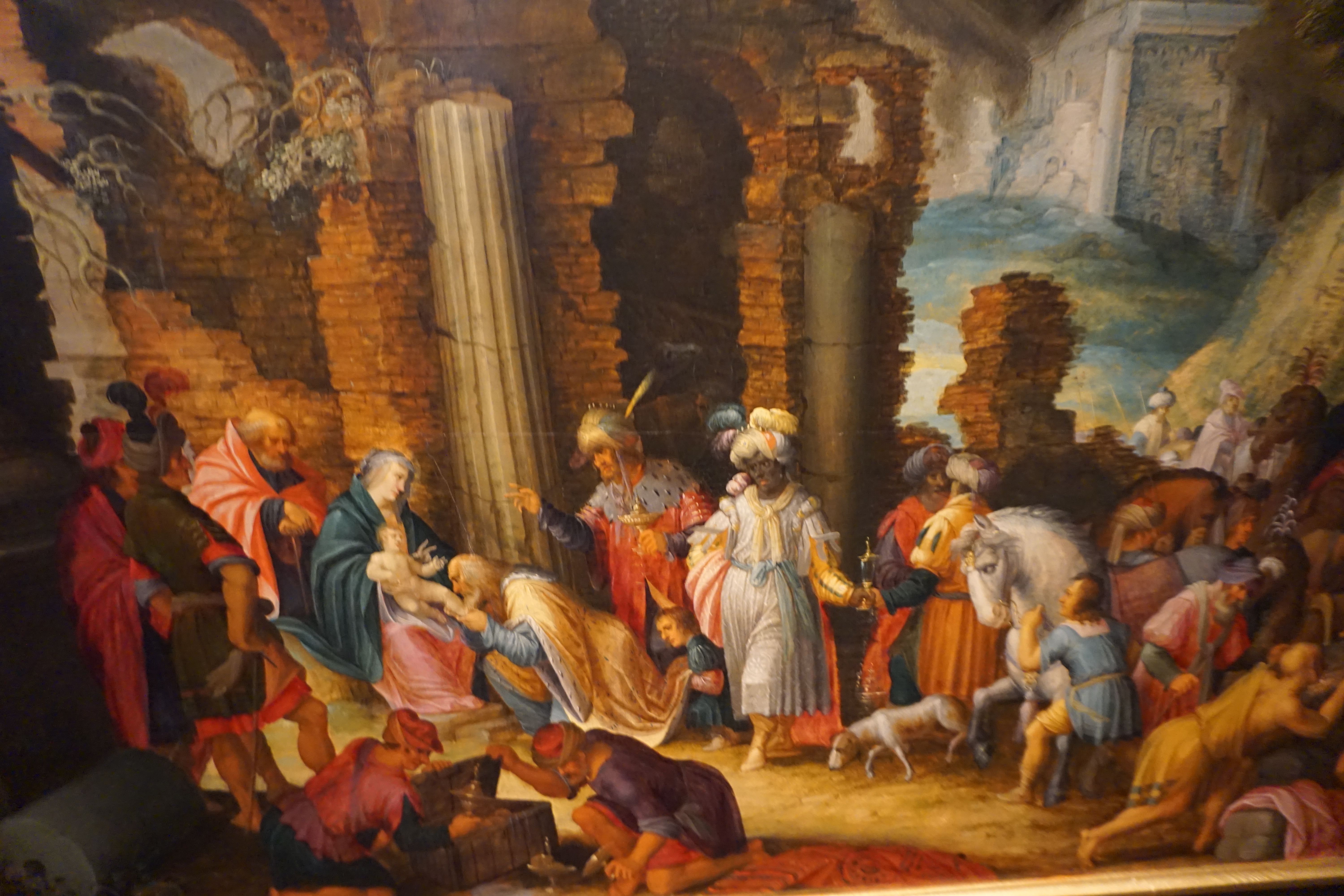
『東方三博士の礼拝』(1610s) ワルシャワ王宮
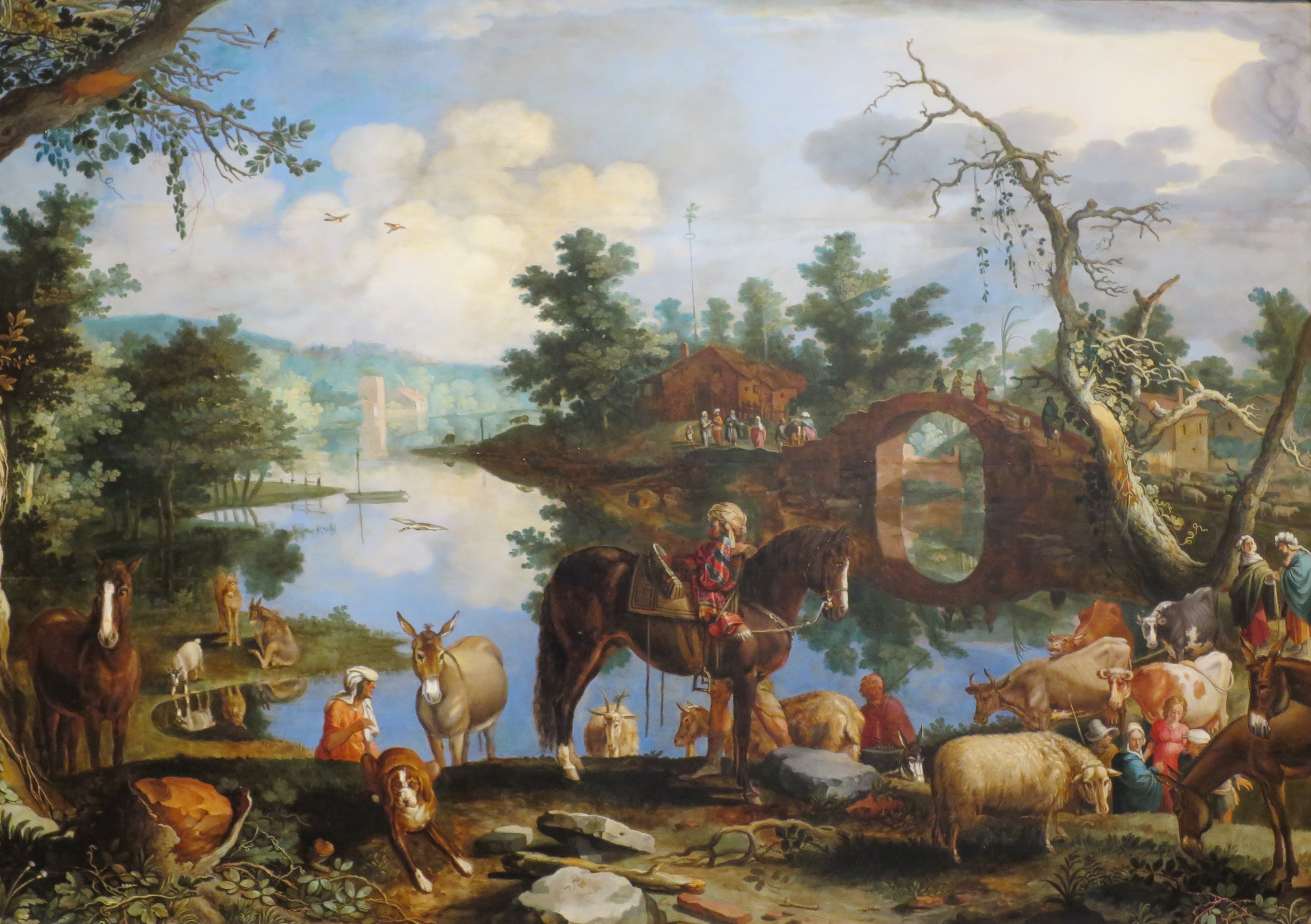
カナンに戻るヤコブ
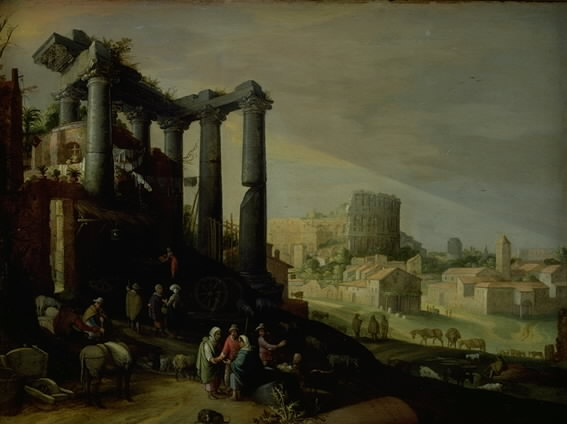
カンポ・ヴァチーノ(放牧場)のあるローマの風景　(1609) コペンハーゲン国立美術館

## 文学作品
- Poëma van den Mensch (1621)
- Livia (1617)
- Saul (1617)
- Claudius Domitius Nero (1618)
- Aegyptica (1624)
- Sophonisba Aphricana (1626, 1635)
- Salomon (1628)
- Jerusalems Verwoestingh door Nabuchodonosor (1635)